# Gholamreza Rezaei
Gholamreza Rezaei, in persiano غلامرضا رضایی‎ (Shiraz, 6 agosto 1984), è un calciatore iraniano, centrocampista o attaccante del Sepahan.

## Carriera

### Club
Ha giocato nella prima divisione iraniana, vincendo una Coppa d'Iran nel 2011 e un campionato Iraniano nel 2013 con il Persepolis, ed in quella degli Emirati Arabi Uniti.

### Nazionale
Ha partecipato alla Coppa d'Asia 2011; tra il 2008 ed il 2013 ha totalizzato complessivamente 50 presenze e 11 reti in nazionale.

## Palmarès

### Club

#### Competizioni nazionali
- Campionato iraniano: 1

Foolad: 2013-2014
- Coppa dell'Iran: 1

Persepolis: 2010-2011